# 细羽凤尾蕨
细羽凤尾蕨（学名：Pteris splendida var. longlinensis）为凤尾蕨科凤尾蕨属下的一个变种。

## 扩展阅读
- 維基物種上的相關：细羽凤尾蕨